# Жеребцова Ольга Олександрівна
Ольга Олександрівна Жеребцова (до шлюбу Зубова; нар. 1765 — пом. 1 [12] березня 1849 року, Санкт-Петербург, Російська імперія) — російська аристократка, авантюристка доби Катерини II й Павла I (в Російській імперії) та Георга III (у Великій Британії).
З початком фаворитства її брата, Платона Зубова, була прийнята до монаршого двору й добилася широкого успіху у богемних колах. Дружина дійсного камергера Олександра Олексійовича Жеребцова (1754—1807), але протягом 9 років перебувала у відкритому любовному зв'язку з британським послом у Росії Чарльзом Вітвортом.
При Павлові I стала однією із ініціаторок та, вкупі зі своїм коханцем і братами, активною учасницею змови проти імператора, однак напередодні палацового перевороту 1801 року вона вирушила за кордон. У Берліні та Лондоні фігурувала в центрі декількох великосвітських скандалів та політичних інтриг російської дипломатії. Попри скандальну репутацію, Жеребцова користувалася великим успіхом при дворі британського короля Георга III. Стала однією з коханок його сина принца Уельського, майбутнього правителя Георга IV, від якого, можливо, народила позашлюбного сина.
У 1810 Жеребцова повернулася до Санкт-Петербурга, де провела подальші роки, уникаючи двору і світського життя. У 1840-их роках була співбесідницею письменника і публіциста Олександра Івановича Герцена, який полишив записки про неї; коли ж письменник зазнав гонінь, аристократка домоглася через впливових родичів полегшення його долі і дозволу виїхати за кордон.

## Титули та імена
Ольга Олександрівна Жеребцова від народження та за шлюбом була нетитулованою дворянкою. Хоча в 1793 році батько і брати одержали графське достоїнство, на неї цей титул не поширювався, тому в російських офіційних джерелах вона іменувалася по придворному чину чоловіка дійсною камергершою. Однак, під час перебування у Лондоні британці чомусь прозвали її «графинею Джеребцов» (англ. Countess Jerebtzov; варіанти — англ. Gerbetzow, англ. Gerepzof, англ. Zherebzova). Сама ж вона, мешкаючи за кордоном, віддавала перевагу зверненню на французький штиб «мадам де Жеребцофф» (фр. Madame de Gerebtzoff).

## Життєпис
Народилася 1765 року в родині Олександра Миколайовича Зубова і його дружини Єлизавети Василівни (до шлюбу Воронової; 1742—1813), котрі побралися в 1759. Батько походив зі старовинного, але незаможного дворянського роду. Певний час був віце-губернатором у провінції й управителем маєтків графа Миколи Івановича Салтикова, дослужився до чину статського радника. Завдяки піднесенню сина Платона Зубова призначили обер-прокурором в перший департамент Сенату. Тут він прославився хабарництвом, що, утім, сходило йому з рук з огляду на заступництво кревного. Розумний, але злостивий за характеромом, Зубов-старший нажив під схилок літ репутацію «найнечеснішого дворянина у всій державі».
Мати, єдина донька армійського прапорщика, володіла тисячею селян-кріпаків. У 1795 році її пожалували у статс-дами, а в 1797 вшанували орденом Святої Катерини. Ольга мала дорослішу сестру Ганну і чотирьох братів: старші — Микола і Дмитро, й молодші — Платон та Валеріан. Всі діти вирізнялися незвичайною красою. Дитинство Ольги Зубової минало в одній з поволзьких провінцій, де служив батько, однак під час повстання Пугачова їй разом з усім сімейством довелося рятуватися втечею до Москви.

### Ранній шлюб (1780—1789)

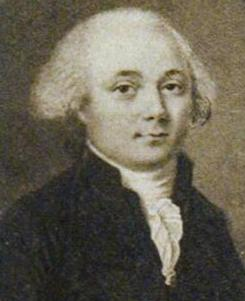
Чоловік — Олександр Олексійович Жеребцов

У віці 15 років Ольга Олександрівна стала дружиною дійсного таємного радника і камергера Олександра Олексійовича Жеребцова (1754—1807). Він був дуже родовитим і багатим, дослужився до чину таємного радника і займав вагому посаду — обер-гофмейстера, завідуючи штатом і фінансами імператорського двору. Водночас був, либонь, людиною досить скромною і вважав за краще триматися в тіні, позаяк сучасники майже не залишили спогадів про нього. Він належав до масонів французького статуту, ще до заборони діяльності їхнього братства в Росії Катериною II в 1790 році. При Олександрі I завдяки бездоганній репутації Жеребцову дозволили заснувати у своєму петербурзькому будинку по Англійській набережній, 52 й очолити одну з перших і найвідоміших лож так званого «золотого віку» масонства в Росії — «Сполучених друзів».
Родина Жеребцових, в якій народилося четверо дітей, взимку мешкала у Петербурзі, а на літо перебиралася до великого впорядкованого маєтку Ровноє-Новоблагодатне:
Іван Андрійович Якубовський, «Карлик фаворита»

### При дворі Катерини II (1789—1796)
З піднесенням у 1789 році брата Платона, останнього фаворита імператриці Катерини II, Жеребцова опинилась при дворі й зискала ласку правительки. Вона користалася великим успіхом у петербурзької знаті. Сучасники зауважували красу і розум Ольги Олександрівни; найзнатніші вельможі намагалися завоювати її прихильність — до когорти шанувальників належав навіть великий князь Павло Петрович.
У 1791 році Жеребцова познайомилася в гостях у брата Платона з його товаришем, англійським посланником Чарльзом Вітвортом. Дипломат, старший за неї на 15 років, був, за відгуками сучасників, вродливцем і користувався надзвичайною популярністю у жінок богемного світу. Наполеон Бонапарт, який особисто знав Вітворта, іменував його «респектабельним авантюристом». Ольга Олександрівна неабияк захопилася ним, хоча й «не володіла ні даром співу, ні звабним словом». На тлі любовної пристрасті й блискучих придворних розваг діти та законний чоловік, який чимдуж занурювався в управління маєтком, стали займати і зовсім незначне місце в її житті. Віддаленість між подружжям була настільки значною, що деякі пізніші автори щиро вважали Жеребцову «вдовою генерала, здається, вбитого під час війни», а факт наявності у неї живого чоловіка в цивільному чині був їм, мабуть, геть невідомим.
Врешті-решт, подружжя стало жити переважно роздільно: Олександр Олексійович — з дітьми у маєтку, а Ольга Олександрівна — в Петербурзі з Вітвортом. Оскільки дипломат був не дуже багатий, якщо порівнювати з сестрою імператорського фаворита, вона оплачувала всі витрати й фактично оселила у власному будинку на Англійській набережній. Особняк він покидав тільки на кілька тижнів у році, коли камергер Жеребцов приїжджав до столиці для полагодження деяких своїх справ.
У 1795 помер батько Ольги Олександрівни — генерал-прокурор Сенату, таємний радник граф Олександр Миколайович Зубов. У квітні того ж року граф Микола, старший брат Жеребцова, обвінчався з Наталією («Суворочкою»), дочкою фельдмаршала і графа Олександра Васильовича Суворова. Нова рідня заходилась усіляко виказувати пошанування звитяжному свояку. Так, з нагоди його візиту у Ровноє Ольга Олександрівна звеліла викопати канал у вигляді латинської літери «S». Назагал, її життя при Катерині II протікало досить весело і безтурботно.

### При Павлові I (1796—1799)

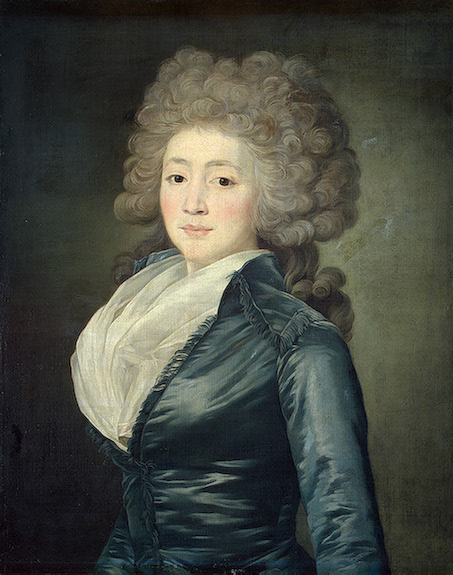
На портреті Жана Луї Вуаля

Після сходження на трон Павла I брати Жеребцової, їхні родичі й сподвижники, що були до цього чільними сановниками і воєначальниками колишнього царювання, швидко опинилися в опалі. Саму Ольгу Олександрівну царська немилість оминула, хоча пізніше вона нарікала, що її будинок на Англійській набережній спорожнів наступного ж дня по смерті імператорки. Придворні, що раніш шукали найменший привід сподобитись прихильності знатної дами з могутнього клану Зубових, тепер її цуралися. Втім, їй досить швидко вдалося навернути колишню приязність столичного бомонду і зажити минулим веселим життям — наперекір указам Павла I, скерованим проти розкоші, бали в її будинку і вишуканий стіл були знані на весь Петербург. До того ж, в 1798 році імператор пожалував її 17-літнього сина Олександра, котрий служив камер-юнкером при великій княгині Анні Федорівні (дружині великого князя Костянтина Павловича), чином дійсного камергера.
Відразу ж після смерті Катерини II 6 листопада 1796 колишньому фавориту князю Платону Зубову довелося з'їхати зі своїх покоїв у Зимовому палаці до сестри на Англійську набережну, але довго гостювати в Ольги Олександрівни не забарився. Через тиждень Павло I дарував йому напередодні дня народження розкішно обставлений дім, куди князь і перебрався. Проте вже 6 грудня його звільнили із займаних постів, а в лютому 1797 відправили у закордонну відпустку, після повернення з якої восени 1798 він був фактично ув'язнений у своєму ж помісті у Володимирській губернії.
Наступним постраждав молодший з братів — генерал-аншеф граф Валеріан Зубов, що в той час знаходився на Південному Кавказі й очолював військовий корпус у війні з Персією. Імператор визнав результати його походу нікчемними, а витрати — надмірними і в січні 1797 року розіслав наказ командирам окремих частин його армії повертатися до Росії, минаючи безпосереднього командувача і штаб. Таке явне порушення принципу єдиноначальності, здавалося б, мало неминуче призвести до дезорганізації війська і ганебної поразки, однак генералу Зубову вдалося уникнути катастрофи. 27 квітня 1797 року, під час зворотного походу, він був відсторонений від служби і відправився у заслання до свого підмосковного обійстя.
Тоді ж у лютому свояк Зубових, знаний полководець граф Олександр Васильович Суворов був звільнений зі служби і позбавлений всіх військових звань та мундира, а у квітні — засланий до власного маєтку Кончанське під суворим наглядом місцевого городничого. У липні того ж року він скаржився через свого наглядача імператору, що з огляду на ветхість будинку й надхід осінніх та зимових холодів серйозно непокоїться за стан здоров'я. Тому граф просив по-родинному переселитися до Ольги Олександрівни Жеребцової в Ровноє-Новоблагодатне, що розташовувалось лишень за 48 км (45 верст) від Кончанського. Імператор дізнався про цей намір й дав згоду на переїзд Суворова, однак той чомусь так і залишився зимувати в Кончанському.
Тим часом за рішенням імператора Павла I було дано хід багатьом позовним справам проти графа Суворова, що накопичилися за попереднє царювання і лежали без руху, як від цивільних осіб, так і щодо військових фінансів, на загальну суму у розмірі кілька сотень тисяч рублів. Крім того, у Суворова були грошові зобов'язання на суму кількох десятків тисяч рублів перед знайомими й родичами. При цьому фінанси Суворова перебували у вкрай занедбаному стані через багаторічні крадіжки управителів — сукупний дохід становив заледве 40 000 рублів в рік і продовжував неухильно падати. Перебуваючи безвиїзно під суворим наглядом у Кончанському, покращити свої справи опальний полководець не міг, що поставило його до кінця 1798 року на межу банкрутства.
Старший з братів — шталмейстер, генерал-поручик і граф Микола Зубов, зять Суворова, — довше інших залишався при дворі. Він заслужив прихильність імператора тим, що ще 5 листопада 1796, коли Катерина II знаходилася при смерті, першим з царедворців привіз до Гатчинського палацу сумну звістку. Але і йому в листопаді 1797 року було негласно «рекомендовано» переїхати до Москви, що він і виконав з усією поспішністю. Водночас у немилість потрапив очільник Катеринославського і Вознесенського намісництв, а також Таврійської області, генерал-поручник Осип Іванович Хорват, одружений з Анною Олександрівною, старшою сестрою Жеребцової. 15 грудня 1796 року він був відставлений з усіх посад і викликаний до столиці. Там його віддали під суд Сенату за різні порушення. Зокрема, йому приписували махінації з хлібом.
22 серпня 1799 року маєтки опального брата Жеребцова, графа Валеріана Зубова, були конфісковані «за бракуючі суми по Перському походу». У травні наступного року конфіскували також володіння колишнього фаворита князя Платона — секвестровані «до числа всіх сум, навіть і тих, які спершу складені були». Залишившись без коштів, замкнені у своїх селах, брати були змушені вдатися до допомоги сестри. Ольга Олександрівна, незважаючи на заборони і стеження з боку влади, доставляла їм гроші, які через своїх кореспондентів надсилав їй берлінський банкір Лево. Таким чином, немилість позбавила могутній клан Зубових величезних джерел прибутків та влади, а мрії про реванш стали для них головним рушійним мотивом.

### Змова проти імператора (1799—1801)

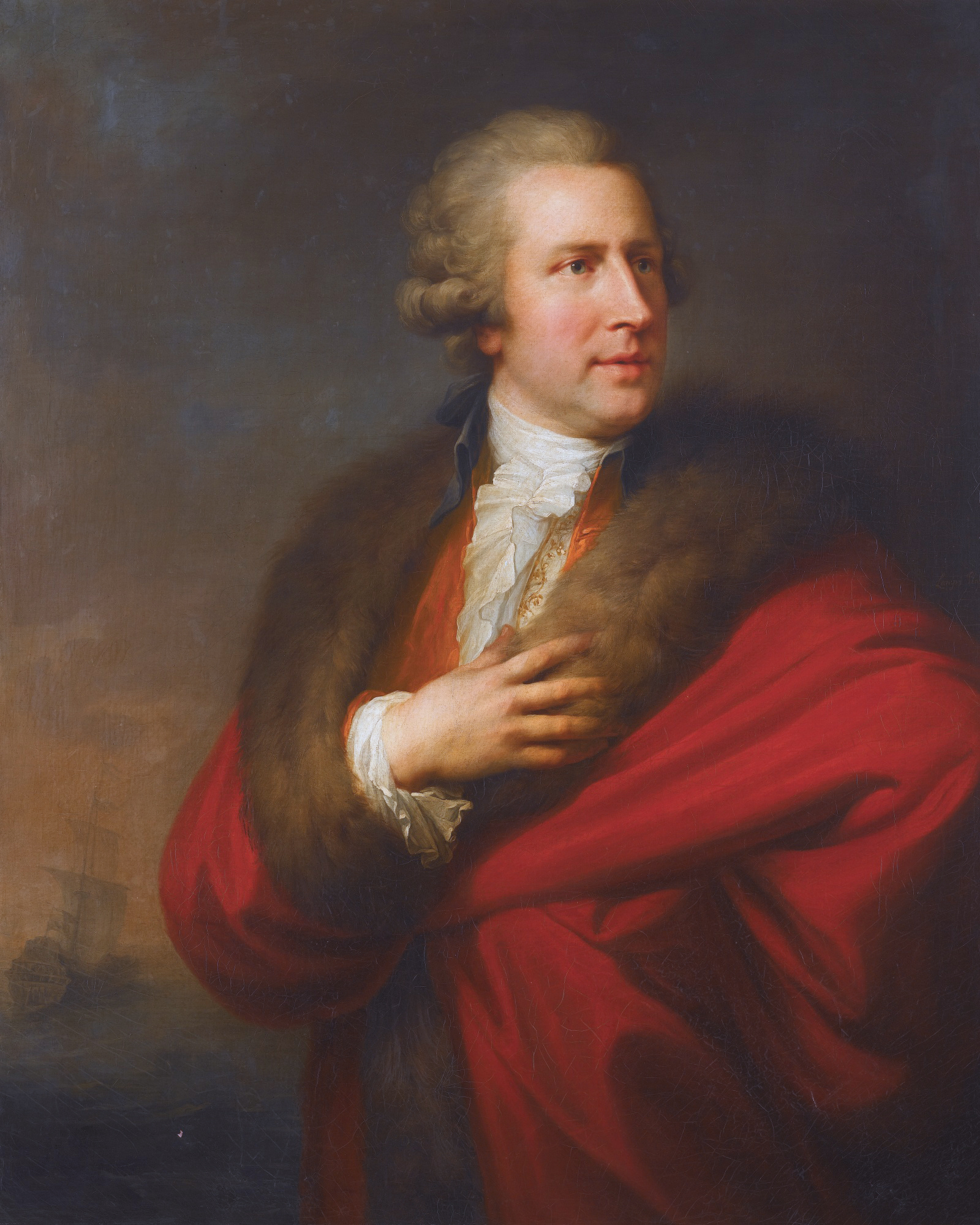
Британський посол у Росії Чарльз Вітворт, коханець Ольги Олександрівни Жеребцової.
Портрет пензля Йоганна Баптиста Лампі-старшого, після 1789 року.

До осені 1799 року Ольга Олександрівна не підтримувала ідеї змови проти Павла I, що виношувалися майже з самого початку його царювання у колах вищої російської аристократії і навіть серед найближчих членів імператорської родини. Її друг і коханець, британський посланець Вітворт також уникав участі в небезпечних інтригах, хоча і товаришував з деякими змовниками, і навіть співчував їм. Ще в 1797 році за його сприяння Павло I уклав торговий договір з Англією, а роком пізніше — військовий союз проти Франції. Після цього російський імператор, який високо цінував британця, особисто клопотав перед англійським кабінетом про присвоєння Вітворту звання пера. Тому будь-які дії, здатні ослабити Російську імперію, суперечили на ту мить інтересам як Великої Британії, так і її посла.
Виконуючи свої зобов'язання, Павло I у лютому 1799 повернув графа Суворова із заслання на службу, відновив у званні фельдмаршала і відправив воювати до Італії на чолі союзного війська. Влітку того ж року його блискучі перемоги над французами значно посилили авторитет Росії та її монарха. В той же час змовницькі настрої зійшли нанівець, оскільки частина заколотників опинилася під підозрою і в опалі, частина — вислані до провінції або за кордон, деякі померли природною смертю, а інші зачаїлися, остерігаючись царського гніву.
До осені 1799 року антифранцузька коаліція стала розпадатися, а Олександра Суворова відкликали на батьківщину. У зовнішній політиці Павло I став проявляти симпатію до Наполеона і схилятися до союзу з Францією, що йшло врозріз з британськими інтересами. Ймовірно, керуючись цими міркуваннями, Вітворт разом зі своєю коханкою Жеребцовою і товаришем-дипломатом, а також віце-канцлером графом Микитою Петровичем Паніним очолили нову змову. Граф з липня 1797 по вересень 1799 року був надзвичайним послом в Берліні, де з ним близько зійшовся брат Ольги Олександрівни, князь Платон Зубов, який тоді подорожував Європою.
За мету змовники ставили зречення імператора від престолу на користь спадкоємця, великого князя Олександра Павловича, таємні контакти з яким встановив граф Панін. Окрім того, він намагався переконати майбутнього імператора в необхідності запровадження конституції, до чого останній ставився з помітною прихильністю. Вітворт і сам пробував зблизитися з оточенням великого князя, для чого, за згодою Ольги Олександрівни (en se concertant pour cet objet з фр. — «за згодою заради цієї мети»), зав'язав бурхливий роман з графинею Ганною Іванівною Толстой. Чоловік останньої, Микола Олександрович, служив камергером при великокнязівському дворі, а сама вона була близькою подругою великої княгині Єлизавети Олексіївни.
Жеребцова, тим часом, залучила до змови адмірала Осипа Михайловича Дерібаса, одного із колишніх клевретів князя Зубова. Незабаром до них приєднався петербурзький генерал-губернатор граф Петер-Людвіг фон дер Пален, зобов'язаний опальному катерининському фавориту й котрий одного разу ризикнув висловити йому свою вдячність відкрито, чим ледь не згубив свою кар'єру. У 1797 році, обіймаючи посаду курляндського губернатора, він організував «надмірно гарячий» прийом князю Платону. Той прямував за кордон через Ригу, де випадково натрапив на урочисту зустріч та бенкет, призначені колишньому польському королю Станіславу Августу Понятовському, який у назначений день не прибув. За почесті, «зроблені партикулярним людям», Пален втрапив у немилість. Однак, йому все ж таки вдалося швидко навернути люб'язність Павла I і стати до кінця царювання фактично другою особою в державі, обійняти кілька ключових постів й залишатись при цьому на чолі змови.
Основним місцем зборів змовників став будинок Жеребцової на Англійській набережній. Побутувала романтична легенда про те, що Ольга Олександрівна після своїх блискучих прийомів переодягалася жебрачкою і в такому вигляді прокрадалася до графа Палена з конспіративними дорученнями. Він же стежив за кожним кроком імператора, користаючись, зокрема, інформацією, здобутою Жеребцовою у його фаворитки Ганни Петрівни Лопухіної, знаної балакучою відвертістю. З нею Ольга Олександрівна родичалась через чоловіка, а пізніше одружила свого сина з її сестрою Олександрою.
Клопотання російського імператора подіяло — 21 березня 1800 року Вітворт отримав баронський титул. Проте напередодні, 18 березня, він відправив своєму кабінету депешу про те, що імператор «буквально несповна розуму» (англ. is literally not in his senses). На його прикрість, звістку перехопили люди Павла I. Монарх розгнівався і зажадав негайного відкликання британського посла. Внаслідок подальшого погіршення взаємин з Великою Британією 26 травня того ж року лорд Вітворт, так і не дочекавшись баронського диплома, був висланий з Російської імперії укупі з усіма членами своєї місії. Це стало для змовників, і насамперед для Ольги Олександрівни, великою і дуже неприємною несподіванкою.
Тієї ж весни з швейцарського походу повертався генералісимус князь Олександр Суворов. Імператор попервах розпорядився готувати йому тріумфальну зустріч, але через ревнощі до слави полководця напередодні приїзду все скасував. Поза тим, коли опальний генералісимус з'явився в Санкт-Петербурзі без усякої урочистості, Павло I спеціально послав генерала повідомити, що до государя йому йти «наказано не було». Через два тижні Суворов помер, проте ніяких розпоряджень про почесті і навіть газетних оголошень про його відхід з життя не з'явилося. Одначе, похорони великого полководця проходили, за свідченням сучасників, при величезному скупченні народу. Імператор ж або зовсім не приїхав попрощатися з Суворовим, або випадково зустрів траурну процесію по дорозі. Таке демонстративне презирство до великого полководця сучасникам було цілком очевидним і вкрай образливим, особливо для рідних і близьких покійного.
До осені 1800 року змовники вирішили, що для здійснення їхніх планів необхідно дочекатися повернення з немилості братів Ольги Олександрівни. Подолати сильну неприязнь імператора до Зубових було не просто, але Жеребцову це не бентежило. Вона знала, що царський камердинер Іван Павлович Кутайсов, який мав великий вплив на імператора, торгував ним через свою коханку — французьку співачку мадам Шевальє. Охочі на чини, посади, привілеї або почесті платили їй, вона передавала гроші і побажання прохача камердинеру, а той, вибравши слушну мить, озвучував їх імператору.
Ольга Олександрівна дала мадам Шевальє величезний хабар, щоб почати переговори з Кутайсовим. У той же час за порадою сестри, князь Платон Зубов написав камердинеру листа, в якому просив руки його дочки Марії. Водночас Жеребцова дала Кутайсову зрозуміти, що це одруження можливе тільки за умови повернення князя і його братів до столиці разом із посадами, гідних їх високого рангу. Улюбленець Павла I простодушно спокусився на гроші і перспективи спорідненості з настільки знатним родом, що почав клопотати за Зубових перед імператором. Той схвалив бажання князя Платона «поріднитися з Кутайсовим», нібито пожартувавши, що це — «єдина розумна ідея його життя». Однак, це була лише частина плану змовників — на наступному етапі до справи долучився граф Пален, який заходився переконувати імператора в необхідності помилувати опальних військовиків з нагоди четвертої річниці царювання, яка очікувалася 7 листопада 1800.
Інтрига вдалася, 1 листопада того ж року Павло I видав указ, що зобов'язував всім виключеним і вибулим за рішенням військового суду офіцерам повернутися на службу, для чого їм слід з'явитися до Санкт-Петербурга «для особистого подання нам». Заздалегідь попереджені Ольгою Олександрівною брати Зубови скористалися цією амністією одними із перших — 17 листопада князь Платон подав відповідне прохання на ім'я імператора; незабаром за ним пішли графи Микола і Валеріан.
Завдяки впливу Кутайсова, князя Платона зустрів монарх й 23 листопада його поновили на службі у званні генерала від інфантерії з призначенням директором Першого кадетського корпусу. 1 грудня графу Миколі було повернуто колишнє звання шталмейстера, і надана висока посада шефа Сумського гусарського полку. Імператор, пам'ятаючи колишні заслуги, став регулярно запрошувати його на палацові прийоми. З 6 грудня граф Валеріан, також у званні генерала від інфантерії, очолив Другий кадетський корпус, а 16 лютого 1801 року був вперше запрошений на концерт і вечерю, після чого став частим гостем у імператора. Єдиним з братів, кого Павло I більше не запрошував до палацу, зостався князь Платон. Маєтки Зубових, відібрані до казни, були формально повернуті 4 грудня 1800 року, проте почати користуватися ними вони змогли лише на початку березня 1801 року. До того часу брати були змушені, як і раніше, позичати гроші у банкіра Лево.
У листопаді 1800 року граф Панін втрапив у немилість і був засланий до села. У грудні помер Дерібас. Таким чином, ядро змови відтепер складалось із Жеребцової з братами під керівництвом графа Палена, який взявся за справу вельми енергійно. Ольга Олександрівна, як і раніше грала роль господині великосвітського салону, та, імовірно, підтримувала зв'язок змовників з англійським урядом через свою приватну переписку з лордом Вітвортом. У неї, її братів і деяких інших змовників збиралися майже щовечірні великосвітські зустрічі, на яких відбувалося вербування спільників, особливо звертали увагу на командирів окремих військових частин, розквартированих у російській столиці. Змова увійшла у вирішальну фазу, але 26 лютого 1801 року, майже за два тижні до царевбивства, з Росії відбула:
 …дійсна камергерша Ольга Олександрівна Жеребцова з донькою її Єлизаветою Олександрівною і племінницею дівчиною Катериною Іванівною; при них польської нації дівчина Роза Немчевичева, німецької нації скороход Фердинанд Ранфельд, арап Іван Кочанін і кріпак Никифор Яковлєв.

Цілком можливо, що граф Пален вчасно попередив Ольгу Жеребцову, що нею зацікавилась Таємна канцелярія . За іншою версією, вона поїхала з великою сумою грошей, щоб сховати їх за кордоном. Це були або приватні кошти родини Зубових, або загальна каса змовників, призначена для забезпечення втечі у разі провалу.
На думку деяких сучасників-мемуаристів, Жеребцова вступила в змову переважно з корисливих мотивів — нібито «англійське золото», призначене змовникам, проходило від Вітворта через руки його коханої. Оскільки ніхто, при цьому, не наважився б вимагати у неї звіту, вона нібито привласнювала всі суми або, принаймні якусь їх частину. Однак, жодних переконливих доказів фінансування змови Великою Британією досі не виявлено. Якщо воно і справді мало місце, то навряд чи слугувало основним мотивом, який змусив Ольгу Олександрівну, одну з найбагатших російських аристократок свого часу, ризикувати життям в антиурядовій змові. Найімовірніше, нею керували щира прихильність до Вітворта та глибока ненависть до імператора, що разлучив її з коханим, принижував та розорював її рідню.

### Роки мандрів (1801—1810)
Перебуваючи у Гданську, Ольга Олександрівна отримала звістку про смерть Павла I, а також про те, що її син дійсний камергер Олександр Олександрович Жеребцов, відправлений новим імператором з дипломатичною місією — повідомити прусського короля Фрідріха Вільгельма III про смерть батька і про свій вступ на престол. Мати й син зустрілися в Берліні, де попервах заперечували будь-яку причетність до змови, але через кілька днів стали відкрито похвалятися цим. Король, відчуваючи огиду до факту вбивства Павла, вважав таку поведінку несумісною з дипломатичною етикою і сумнівався, чи варто приймати такого посланця. Врешті-решт, 18 квітня 1801 року Жеребцов сподобився королівської аудієнції, але зустріли його напрочуд холодно.

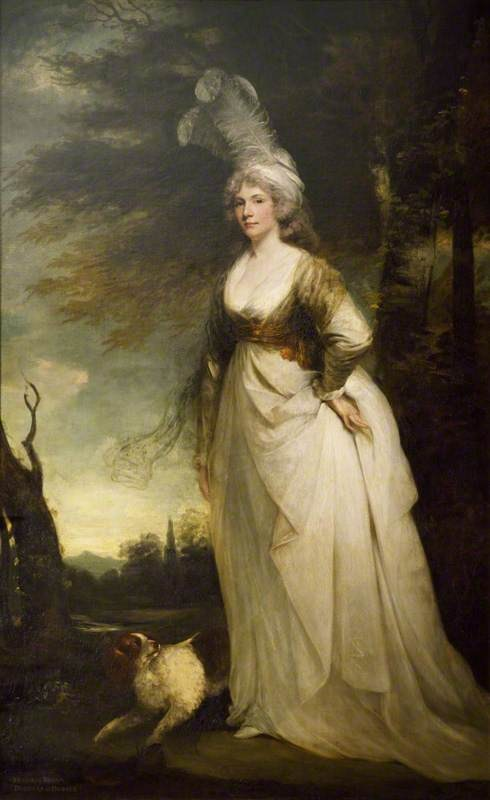
Арабелла Діана Коуп, нова обраниця лорда Вітворта

Ольга Олександрівна сподівалася незабаром побачитися з лордом Вітвортом, але в Берліні її спіткало велике розчарування — з газет вона дізналася, що у квітні 1801 року її коханий одружився з леді Арабеллою Діаною Коуп (1767—1825). Як з'ясувалося, британський посланник був давно знайомий з цією привабливою 34-річною жінкою — дружиною, а потім вдовою свого товариша і покровителя Джона Секвілла, 3-го герцога Дорсета, який полишив їй значний статок та річний дохід у розмірі 13 000 фунтів стерлінгів. Ймовірно, ще в Росії, попри зв'язок з Жеребцовою, Вітворт виношував плани одруження на герцогині-вдові, для чого і виклопотав собі через Павла I баронський титул. Цей удар позбавив Жеребцову всякого контролю над собою — ще в Берліні вона стала відкрито скаржитися всім зустрічним англійцям на невірність коханого, який обіцяв, за її словами, одружитися з Ольгою Олександрівною, якщо вона розлучиться з чоловіком. До того ж він заборгував їй велику суму, яку вона мала намір з нього стягнути. Звістка про її скандальні витівки досягли Лондона у липні того ж року; багато співрозмовників «відмовлялися розуміти» подібну відвертість з боку знатної дами, до того ж одоруженої і з дітьми.
З Берліна Жеребцова вирушила до Лондона, де з'явилася до січня 1802 року. Там «московитська графиня», як її прозвали англійці, почала всюди переслідувати і буквально «осаджувати» лорда Вітворта. Той, аби уникнути скандалів, виклопотав собі важливий пост посла британської корони у Франції і відбув з дружиною у вересні 1802 року до Парижа. Однак, пауза тривала не довго: наступного року Велика Британія розірвала Ам'єнський мир і дипломат, вручивши Наполеону I ноту про оголошення війни, 20 травня повернувся до Лондона. Там його чекала Ольга Олександрівна зі своїми вимогами, які виявилися «дуже делікатного і дуже серйозного характеру для того, аби ними можна було б знехтувати». Герцогиня Дорсетська визнала за необхідне заплатити Жеребцовій 10000 фунтів стерлінгів, щоб «здобути спокійне користування своїм чоловіком». Тим часом, «графиня» попросила у російського посланця графа Семена Романовича Воронцова свого представлення британському двору. Той вельми скептично поставився до скандальної репутації Жеребцової і відмовив їй. Така відповідь привела Ольгу Олександрівну в обурення, і вона різкими висловлюванями зажадала від посла паспорта для повернення на батьківщину, що Воронцов із задоволенням виконав.
Однак мадам де Жеребцофф залишилася в Лондоні, зуміла потрапити до двору, де була у великій моді і великій шані. У Королівському театрі в неї була своя ложа. Принц Уельський, майбутній король Георг IV, «опинився біля ніг російської красуні». У 1804 році її відвідав у Лондоні чоловік, Олександр Олексійович Жеребцов, з дітьми, які того ж року створили власні сім'ї. Їхній син Олександр одружився з Олександрою Петрівною Лопухіною, сестрою Анни, колишньої фаворитки Павла I, а дочка Єлизавета стала дружиною полковника Миколу Михайловича Бороздіна, одного із спільників царевбивць. У червні того ж року в Російській імперії від водяної хвороби помер молодший з братів Ольги Олександрівни, граф Валеріан.
У листопаді того ж 1804 року до Лондона з дипломатичною місією прибув добрий знайомий Жеребцова, близький товариш і сподвижник молодого російського государя, Микола Миколайович Новосильцев. Метою його поїздки була реалізація ідеї олександрівського Негласного комітету про створення Ліги Націй, покликаної забезпечити загальний мир в Європі і надати народам право на самовизначення. Для цього передбачалося укласти військовий союз з Великою Британією, після чого Новосильцев мав би відправитися до Парижа і почати переговори з Наполеоном. У Санкт-Петербурзі були переконані, що імператор не наважиться протистояти союзним державам, Франція укладе мир з Англією і вступить до Ліги, а за нею потягнуться й інші континентальні держави. У своїй місії російський дипломат більшою мірою покладався на зв'язки Жеребцової при англійському дворі, ніж на літнього посланника графа Воронцова — людини хоч і досвідченої, але вельми консервативної. Ольга Олександрівна допомогла йому встановити контакти зі впливовими сановниками, в тому числі, познайомила його зі своїм новим коханим принцом Уельським, про що Новосильцев доповідав государю. Як наслідок, переговори з прем'єр-міністром Вільямом Піттом пройшли успішно, продовжилися в Росії і завершилися 30 квітня 1805 року підписанням Петербурзького союзного договору. Хоча ідея Ліги Націй і знайшла відгук в одному з його параграфів у вигляді туманного формулювання про необхідність встановити «федеративну систему, що забезпечує незалежність слабких держав», жодних кроків щодо її реалізації вчинено не було. Новосильцев, що прямував для продовження своєї місії до Парижу, був відкликаний по дорозі — в Європі спалахнула нова велика війна.
В серпні 1805 року в Москві помер граф Микола Олександрович Зубов, старший з братів Ольги Олександрівни. У 1806 році в Лондоні у неї народився позашлюбний син, якого назвали Джордж Норд (George Nord, в перекладі з фр.  — «Північ» або «Північний»). Пізніше він отримав російське підданство як Єгор (інакше — Георгій) Августович Норд. Хто був батьком цієї дитини невідомо; сама Жеребцова видавала його за сина принца Уельського, який згодом став королем Георгом IV. За деякими свідченнями, Ольга Олександрівна нібито навіть судилася з британською королівською родиною, щоб підтвердити батьківство принца, але Англійський суд відхилив її позов і постановив вважати лорда Вітворта батьком цього хлопчика. Втім, ніяких записів у британських судових протоколах про подібній процес досі не виявлено. У 1807 році законний чоловік Жеребцової помер у Санкт-Петербурзі.
За даними Олександра Івановича Герцена, Ольга Олександрівна бувала також і в Парижі, де зустрілася з його батьком Іваном Олексійовичем Яковлєвим (1767—1846). Проте, в якому році відбулася ця зустріч достеменно невідомо. Їх дружба почалася ще в ту пору, коли Яковлєв, молодий гвардійський офіцер, танцював на балах Катерини II з Жеребцовою. Їй подобалися його ввічливість і глибокий, саркастичний розум. Зустрівшись в Парижі, вони надалі час від часу спільно подорожували Європою. Повернувшись до Російської імперії, Іван Олексійович безвиїзно оселився в Москві, де Ольга Олександрівна його неодноразово навідувала.

### Знову в Російській імперії (після 1810)
1810 року Ольга Олександрівна Жеребцова повернулася з сином до Російської імперії і відразу ж продала свій петербурзький будинок за 200 000 рублів асигнаціями. Після цього стала регулярно, раз у півтора-два роки, змінювати місце проживання, оскільки «не любила довго жити в одному будинку», але незмінно орендувала помешкання на Англійській набережній. Політикою та інтригами Ольга Олександрівна більше не цікавилася, а імператорського двору уникала.
Під час французько-російської війни 1812 року Жеребцова зробила один з найбільших внесків у формування Московського ополчення — вона виставила 217 ратників із власного села Слобідського та навколишніх сіл Богородського повіту. Це ополчення, що складалося, за винятком полку графа Дмитрієва-Мамонова, майже винятково з поміщицьких селян, отримало бойове хрещення у Бородінській битві.
Обидва законних сина Жеребцової також брали участь в бойових діях. Старший, дійсний камергер Олександр Олександрович, обстоював ідею формування Петербурзького земського ополчення, в якому сам, з мундиром і повноваженнями генерал-майора, очолив 4-ту дружину. З нею він відзначився в битві під Полоцьком і далі у багатьох зіткненнях з французами аж до боїв на річці Березині. Свої військові подвиги на чолі ополченців він завершив облогою Данцига в 1813 році і повернувся додому героєм з багатьма нагородами. Його брат, Григорій Олександрович поклав життям на Бородінському полі. За деякими відомостями Ольга Олександрівна щорічно наприкінці серпня відвідувала місце загибелі сина аж до власної смерті. У 1813 році вона поховала в Троїцько-Сергієвій пустелі свою матір, даму-кавалер й водночас графиню Єлизавету Василівну Зубову.
У 1815 році наполеонівський генерал Іполит де Роснивінон, граф де Піре, вигнаний з Франції після битви при Ватерлоо, знайшов свій притулок в Російській імперії. Між ним і донькою Жеребцової Єлизаветою, дружиною генерал-майора Бороздіна, зав'язався роман. За відсутності чоловіка, який надовго відлучився по службі, у Єлизавети Олександрівни народився син Володимир. Вибухнув грандіозний скандал. Дізнавшись про ганьбу, Бороздін став вимагати розлучення. Олександр I вирішив залагодити справу миром й «дозволив» в 1819 році де Піре виїхати на батьківщину. Тоді ображений чоловік спробував відправити до Парижа виклик де Піре на дуель, але імператор йому цього не дозволив, а порадив усиновити дитину, що Бороздін і зробив. Проте, під впливом матері Єлизавета Олександрівна вирішила кинути чоловіка з п'ятьма загальними дітьми заради коханця і в 1820 разом із сином Володимиром назавжди видбула до Франції.
У 1822 в своєму курляндському маєтку Рундаль помер молодший брат Жеребцової — останній фаворит Катерини II ясновельможний князь Платон Олександрович Зубов. У 1825 році Ольга Олександрівна придбала село Горбунки на березі річки Стрілки і перетворила її на садибу площею 29 га, з англійським парком, давши їй назву «Сан-Сусі» (від sans souci з фр.  — «без турбот»), або «Безтурботна». У тому ж році в Англії помер колишній коханий Жеребцова, лорд Вітворт, а в 1830 році ще один — британський король Георг IV. Через два роки Ольгу Олександрівну спіткало сімейне нещастя — у родовому маєтку Жеребцових Кикіно помер її син — відставний генерал-майор Олександр Олександрович.
У 1835 році товариш молодості Жеребцової Іван Олександрович Яковлєв звернувся до неї з проханням виручити свого сина Олександра Герцена, якому загрожувало заслання за організацію демократичного студентського гуртка. Вона охоче відгукнулася, спробувала задіяти свої великі зв'язки, проте безуспішно — Герцена вислали до Вятки.
У 1836 році помер останній з братів Жеребцової — генерал-майор, граф Дмитро Олександрович Зубов, який, на відміну від своїх родичів, участі у змові проти імператора не брав. У 1837 році Ольга Олександрівна знову вирушила в закордонну подорож, подарувавши перед від'їздом Безтурботне своєму позашлюбному синові Норду.
Після повернення вона жила взимку — в Санкт-Петербурзі, а влітку — на дачах в його околицях. Одного разу великий князь Михайло Павлович надумав влаштовувати вранці військові навчання біля її гатчинської дачі. Літня Жеребцова, невдоволена шумом й гуркотом барабанів, наказала дворецькому терміново найняти робітників і викопати на плацу ставок, в надії, що «авось навального навчання не дадуть під моїми вікнами».
У 1838 році Олександр Іванович Герцен, ризикуючи в'язницею або Сибіром, таємно приїжджав із заслання до Москви, щоб відвезти свою наречену Наталію Олександрівну Захар'їну й обвінчатися з нею. Дізнавшись про це, батько розсердився і позбавив молоду сім'ю фінансової підтримки, однак під впливом Жеребцової Яковлєв зрештою змінив гнів на милість. Двома роками пізніше Герцену дозволили повернутися до столиці, де він нарешті познайомився з Ольгою Олександрівною, чому спершу опирався. Проте, під тиском батька був змушений зробити візит ввічливості до своєї добродійниці. Нудна, як припускав Герцен, стара виявилася жінкою дивовижної долі і чудового характеру. Вона люб'язно прийняла молодого чоловіка і охоче ділилася з ним спогадами — він став відвідувати її майже кожного дня. Ольга Олександрівна не приховувала своєї невисокої думки про сучасників, а про імператора Миколу I відгукувалася дуже невтішно, дорікаючи, що той оточив себе негідними, на її переконання, царедворцями й «воює зі студентами».
У 1841 році Жеребцову спіткало нове нещастя — в Парижі померла її дочка Єлизавета Олександрівна Бороздіна. У тому ж році Герцен знову зазнав гонінь — Ольга Олександрівна знову спробувала полегшити його долю — але безрезультатно. Герцена перевели в Новгород. Зрештою, через свою внучку Ольгу та її чоловіка, могутнього миколаївського вельможу графа Олексія Федоровича Орлова, їй все ж таки вдалося домогтися повернення Герцена в Санкт-Петербург і дозволу виїхати за кордон. Їх остання зустріч відбулася 5 жовтня 1845 року. Поховавши батька, в 1847 році Герцен назавжди покинув Росію.

### Кінець життя, смерть
У 1844 році син Жеребцова, Єгор Августович Норд, одружився з Наталією, донькою генерал-майора, князя Миколи Григоровича Щербатова. Ольга Олександрівна встигла застати народження своїх онуків від цієї пари — Єгора (1845), Віктора (1846) і Лева (1847). Померла дійсна камергерша Ольга Жеребцова 1 березня 1849 року. Вона пережила братів, чоловіка, більшість своїх дітей, усіх коханців і друзів молодості, майже всіх учасників змови проти Павла I. Похована в родинній усипальниці Зубових, в Троїцько-Сергієвій пустелі.

## Діти і нащадки

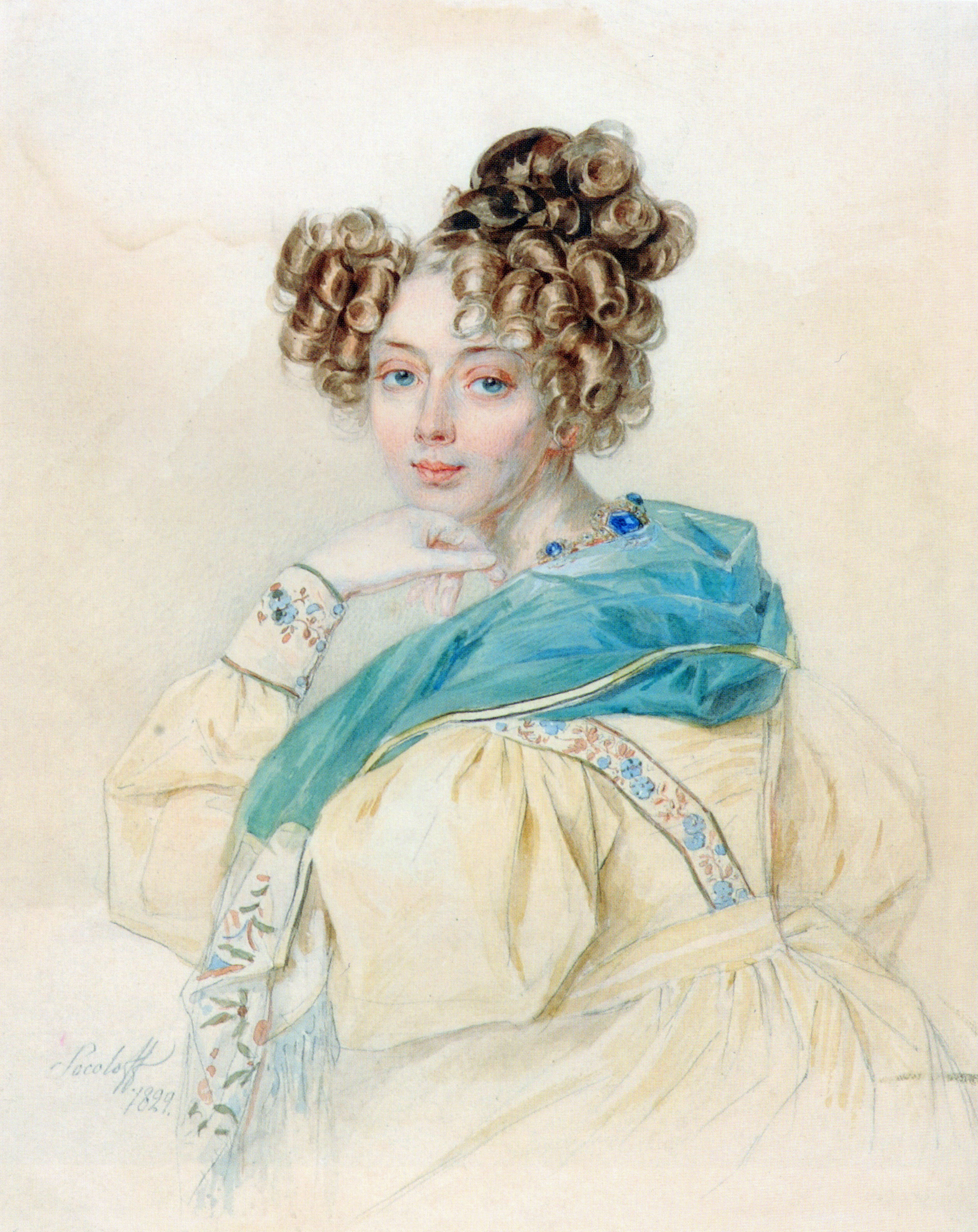
Внучка — княгиня Ольга Олександрівна Орлова.
Художник П. Ф. Соколов, акварель, 1829 рік

У шлюбі з Олександром Олексійовичем Жеребцовим мала двох синів і двох доньок:
- Олександр (1781—1832) — дійсний камергер, генерал-майор, герой війни 1812 року і закордонних походів російської армії. Масон — один з найбільших діячів «золотого віку масонства» при Олександрі I. 1804 року одружився з княжною Олександрою Петрівною Лопухіною (1788—1852)[91]. Їх єдина дитина:
  - Ольга (1807—1880) — дружина відомого миколаївського вельможі князя Олексія Федоровича Орлова, захоплювалася нумізматикою[92].
- Олександра (Ганна) (1783—1785)[91].
- Єлизавета (1787—1841) — з 1804 року одружена з генералом Бороздіним (1777—1830), від якого народила 5-ох дітей. У 1820 році втекла у Париж до коханця, французького генерала, графа де Піре, забравши сина від останнього[75].
- Григорій[91] (†1812) — загинув у Бородінській битві[74].

Позашлюбний син від невідомого батька:
- Єгор Августович Норд (1806 — після 1847) — відставний штаб-ротмістр, поміщик[67]. Народився в Лондоні і отримав ім'я Джордж Норд (George Nord), можливий бастард принца Уельського. При народженні невстановленою особою на його ім'я був внесений великий банківський депозит. У 1810 році був привезений матір'ю до Російської імперії. У 1827 році прийнятий в російське підданство як Єгор Августович Норд і поступив на військову службу капітаном лейб-гвардії Гусарського полку. Проте походження «з англійських дворян» заважало просування по службі і він незабаром вийшов у відставку. У 1837 році отримав у дарунок від матері садибу Безтурботна, оселився там і зайнявся господарством — при ньому була значно поліпшена інфраструктура маєтку. У 1844 році одружився з княжною Наталією Миколаївною Щербатовою[93].
- Їх діти:
  - Єгор Єгорович Норд (1845—1880) — російський консул в Персії (1875). Перед від'їздом до місця служби за кордоном у 1869 році продав родинну садибу Безтурботна[К 15][95]. У 1871—1872 роках в чині колезького асесора був другим секретарем російського посольства в Лондоні, а пізніше — консулом у Решті. Єгор Єгорович був одружений з англійкою, цирковою наїзницею і помер бездітним у Персії від чорної віспи[4]. Його вдова стала дружиною іншого російського дипломата Петра Михайловича Власова (1850—1904)[67].
  - Віктор Єгорович Норд (1846—1894) — полковник (1878), командир 9-го Драгунського полку. У 1865 році вступив на службу в лейб-гвардії Гусарський полк і в 1867 році отримав перший офіцерський чин. За спогадами однополчан, все життя чекав великої спадщини з Англії, якої так і не отримав. Помер неодруженим і похований у Маріямполі[96].
  - Лев Єгорович Норд (1847—1894) — генерал-майор (1888), уфимський губернатор (1889—1894). Помер неодруженим в Москві і похований в Астрахані[97].

## Думки і оцінки
Більшість російських мемуаристів-сучасників схильні давати учасникам змови і палацового перевороту 1801 року негативну оцінку. Відповідно, багатьма підкреслювалися користолюбство і аморальна поведінка Ольги Олександрівни Жеребцової. Російський посол у Великій Британії граф Семен Романович Воронцов у приватній переписці відверто називав Жеребцову «божевільною». Британські автори відзначали її видатне багатство і зарозумілість (англ. haughty), красу і волелюбність. Вони вважали мадам де Жеребцофф винятково цікавою особою, хоча і вельми нещасною через зради лорда Вітворта, що часом доводили її в стан, близький до буйного божевілля (англ. raving mad). У такі моменти вона влаштовувала скандали, які розбурхували весь Лондон.

Олександр Іванович Герцен писав, що Жеребцова, що була вже в літах, не приховувала свого презирства до нікчемних царедворців 1840-их років, що оточували ту. Однак помилка її, на думку письменника, полягала в тому, що вона вважала їх молодим поколінням: 
 …Дивна оригінальна руїна іншого століття, оточена виродженим поколінням на безплідному і слабкому ґрунті петербурзького придворного життя, вона відчувала себе вищою його і думала правильно… — «Минуле і думи»
Марк Алданов, біограф Ольги Олександрівни Жеребцової, вважав її зразком видатної російської жінки XVIII століття, хоча вона і не зіграла вагому роль в історії.

## В культурі
Пригодам Жеребцової присвячено російський фільм-мелодрама 2003 року «Золотий вік» режисера Іллі Хотиненка. Фільм присвячує мало уваги ключовим історичним постатям епохи — імператриці Катерині II (Вія Артмане), імператору Павлу I (Олександр Баширов), фавориту князю Платону Зубову (Максим Федосєєв) та петербурзькому військовому губернатору графу Палену (Віктор Сухоруков). З великою увагою зображена у ньому любовна лінія Ольги Олександрівни, роль якої виконала співачка Ольга Орлова. Одного з її коханців, британського посланника Вітворта, зіграв Гурій Атнєв, а іншого, принца Уельського, — Гоша Куценко. Образ її чоловіка, дійсного камергера Жеребцова, втілив Володимир Стержаков, а суперниці, графині Толстої, — Ольга Погодіна.